# William Nordhaus
William Dawbney Nordhaus, född 31 maj 1941 i Albuquerque, New Mexico, är en amerikansk nationalekonom med energi- och miljöforskning som inriktning. Som miljöforskare var han tidigt ute och varnade för de negativa konsekvenser som idag allmänt förknippas med den globala uppvärmningen. Han tilldelades Sveriges Riksbanks pris i ekonomisk vetenskap till Alfred Nobels minne år 2018 tillsammans med Paul Romer.
Nordhaus studerade vid Yale University där han tog bachelorexamen (B.A.) 1963, och därefter en doktorsexamen (Ph.D.) i nationalekonomi vid Massachusetts Institute of Technology 1967. Sedan 1967 har han huvudsakligen varit verksam vid Yale University, från 1973 som fullvärdig professor.

Han har bedrivit forskning inom energiekonomi och miljöekonomi, inte minst ekonomiska aspekter av reduktioner av koldioxidutsläpp och klimatförändring.
1977-1979, under Jimmy Carters presidenttid, var Nordhaus medlem av Council of Economic Advisers, en grupp av tre ekonomiska rådgivare till USA:s president.
Nordhaus är ledamot av National Academy of Sciences och American Academy of Arts and Sciences, samt utländsk ledamot av Kungliga Ingenjörsvetenskapsakademien sedan 1999.
År 2018 tilldelades han tillsammans med Paul Romer Sveriges Riksbanks pris i ekonomisk vetenskap till Alfred Nobels minne.